# Экономика Португалии
Экономика Португалии в настоящее время занимает 54-е место в мире по размеру ВВП по ППС, что по оценке 2013 года составляет: $ 243,3 млрд.

## Общая характеристика
Структура португальской экономики базируется на секторах промышленности и сфере услуг, которые представляют 22,2 % и 75,2 %, что формирует Валовой национальный продукт (ВНП) страны.
Доля сельского хозяйства в структуре ВВП с 1960-х снизилась в 10 раз.
Для сферы услуг характерен рост её доли в структуре ВВП, во многом за счёт развития туризма, чему благоприятствуют географическое положение и климатические условия страны.
Из-за географического положения сильна связь с испанским рынком: железнодорожные, энергетические и банковские системы обеих пиренейских стран всё более тесно переплетаются и приходят всё в более тесное взаимодействие.
Многие европейские эксперты говорят о «зарегулированности» рынке труда в Португалии, что отпугивает не только зарубежных инвесторов, но и собственных предпринимателей.
В промышленности отмечается рост высокотехнологичного производства (автомобильное производство, индустрия информационных технологий, фармацевтическая промышленность и энергетика).
Однако в прошлые годы Португалия сталкивалась с проблемой застоя в экономике, при темпах ежегодного роста менее 2 % (что ниже по сравнению с другими странами Европейского союза, которые имеют рост 2,5 %).

## Статистика
В следующей таблице показаны основные экономические показатели за 1980—2018 года. Инфляция менее 2 % обозначена зелёной стрелкой.
| Год  | ВВП (ППС) (в млрд Долл. США) | ВВП на душу населения (ППС) (в долл. США) | Рост ВВП (реальный) | Уровень инфляции (в процентах) | Безработица (в процентах) | Государственный долг (в процентах от ВВП) |
| ---- | ---------------------------- | ----------------------------------------- | ------------------- | ------------------------------ | ------------------------- | ----------------------------------------- |
| 1980 | 58,9                         | 6 024                                     | ▲6,7 %              | ▲5,9 %                         | 7,8 %                     | n/a                                       |
| 1981 | ▲66,7                        | ▲6 792                                    | ▲3,5 %              | ▲21,2 %                        | ▲8,3 %                    | n/a                                       |
| 1982 | ▲72,4                        | ▲7 319                                    | ▲2,2 %              | ▲22,7 %                        | ▼7,5 %                    | n/a                                       |
| 1983 | ▲76,0                        | ▲7 636                                    | ▲1,0 %              | ▲25,1 %                        | ▲7,9 %                    | n/a                                       |
| 1984 | ▲77,9                        | ▲7 801                                    | ▼−1,0 %             | ▲29,3 %                        | ▲10,5 %                   | n/a                                       |
| 1985 | ▲81,7                        | ▲8 146                                    | ▲1,6 %              | ▲19,3 %                        | ▼8,7 %                    | n/a                                       |
| 1986 | ▲86,1                        | ▲8 574                                    | ▲3,3 %              | ▲11,7 %                        | ▼8,6 %                    | n/a                                       |
| 1987 | ▲94,9                        | ▲9 452                                    | ▲7,6 %              | ▲9,4 %                         | ▼7,1 %                    | n/a                                       |
| 1988 | ▲103,5                       | ▲10 319                                   | ▲5,3 %              | ▲9,6 %                         | ▬7,1 %                    | n/a                                       |
| 1989 | ▲114,7                       | ▲11 449                                   | ▲6,6 %              | ▲12,6 %                        | ▼5,1 %                    | n/a                                       |
| 1990 | ▲128,4                       | ▲12 834                                   | ▲7,9 %              | ▲13,4 %                        | ▼4,2 %                    | 56,4 %                                    |
| 1991 | ▲137,2                       | ▲13 750                                   | ▲3,4 %              | ▲11,4 %                        | ▼4,1 %                    | ▲59,9 %                                   |
| 1992 | ▲144,7                       | ▲14 511                                   | ▲3,1 %              | ▲8,9 %                         | ▼3,9 %                    | ▼54,4 %                                   |
| 1993 | ▲147,1                       | ▲14 739                                   | ▼−0,7 %             | ▲5,9 %                         | ▲5,1 %                    | ▼53,6 %                                   |
| 1994 | ▲152,5                       | ▲15 254                                   | ▲1,5 %              | ▲5,0 %                         | ▲6,3 %                    | ▲56,6 %                                   |
| 1995 | ▲159,3                       | ▲15 890                                   | ▲2,3 %              | ▲4,0 %                         | ▲7,2 %                    | ▲58,3 %                                   |
| 1996 | ▲167,9                       | ▲16 684                                   | ▲3,5 %              | ▲2,9 %                         | ▲7,3 %                    | ▲59,5 %                                   |
| 1997 | ▲178,4                       | ▲17 644                                   | ▲4,4 %              | ▲1,9 %                         | ▼6,7 %                    | ▼55,2 %                                   |
| 1998 | ▲189,0                       | ▲18 603                                   | ▲4,8 %              | ▲2,2 %                         | ▼4,9 %                    | ▼51,8 %                                   |
| 1999 | ▲199,2                       | ▲19 495                                   | ▲3,9 %              | ▲2,2 %                         | ▼4,4 %                    | ▼51,0 %                                   |
| 2000 | ▲211,4                       | ▲20 541                                   | ▲3,8 %              | ▲2,8 %                         | ▼3,9 %                    | ▼50,3 %                                   |
| 2001 | ▲220,2                       | ▲21 249                                   | ▲1,9 %              | ▲4,4 %                         | ▲4,0 %                    | ▲53,4 %                                   |
| 2002 | ▲225,4                       | ▲21 632                                   | ▲0,8 %              | ▲3,7 %                         | ▲5,0 %                    | ▲56,2 %                                   |
| 2003 | ▲227,4                       | ▲21 746                                   | ▼−0,9 %             | ▲3,2 %                         | ▲6,3 %                    | ▲58,7 %                                   |
| 2004 | ▲237,8                       | ▲22 682                                   | ▲1,8 %              | ▲2,5 %                         | ▲6,6 %                    | ▲62,0 %                                   |
| 2005 | ▲247,1                       | ▲23 524                                   | ▲0,8 %              | ▲2,1 %                         | ▲7,6 %                    | ▲67,4 %                                   |
| 2006 | ▲258,5                       | ▲24 568                                   | ▲1,6 %              | ▲3,0 %                         | ▬7,6 %                    | ▲69,2 %                                   |
| 2007 | ▲272,1                       | ▲25 806                                   | ▲2,5 %              | ▲2,4 %                         | ▲8,0 %                    | ▼68,4 %                                   |
| 2008 | ▲277,9                       | ▲26 323                                   | ▲0,2 %              | ▲2,6 %                         | ▼7,6 %                    | ▲71,7 %                                   |
| 2009 | ▼271,7                       | ▼25 709                                   | ▼−3,0 %             | ▼−0,9 %                        | ▲9,4 %                    | ▲83,6 %                                   |
| 2010 | ▲280,1                       | ▲26 490                                   | ▲1,9 %              | ▲1,4 %                         | ▲10,8 %                   | ▲90,5 %                                   |
| 2011 | ▲280,7                       | ▲26 588                                   | ▼−1,8 %             | ▲3,6 %                         | ▲12,7 %                   | ▲111,4 %                                  |
| 2012 | ▼274,6                       | ▼26 113                                   | ▼−4,0 %             | ▲2,8 %                         | ▲15,5 %                   | ▲126,2 %                                  |
| 2013 | ▲276,2                       | ▲26 415                                   | ▼−1,1 %             | ▲0,4 %                         | ▲16,2 %                   | ▲129,0 %                                  |
| 2014 | ▲284,0                       | ▲27 302                                   | ▲0,9 %              | ▼−0,2 %                        | ▼13,9 %                   | ▲130,6 %                                  |
| 2015 | ▲292,2                       | ▲28 213                                   | ▲1,8 %              | ▲0,5 %                         | ▼12,4 %                   | ▼128,8 %                                  |
| 2016 | ▲301,2                       | ▲29 163                                   | ▲1,9 %              | ▲0,6 %                         | ▼11,1 %                   | ▲129,2 %                                  |
| 2017 | ▲315,4                       | ▲30 622                                   | ▲2,8 %              | ▲1,6 %                         | ▼8,9 %                    | ▼124,8 %                                  |
| 2018 | ▲329,2                       | ▲32 006                                   | ▲2,1 %              | ▲1,2 %                         | ▼7,1 %                    | ▼121,4 %                                  |

## История
В 2018 году международное рейтинговое агентство Moody's впервые с 2011 года повысило долгосрочные рейтинги Португалии до уровня инвестиционной категории — «Baa3», с «Ba1». Прогноз рейтингов был изменен на «стабильный» с «позитивного». Вернуть рейтинги Португалии помогли растущие инвестиции и наличие устойчивой тенденции к снижению долговой нагрузки государства (показатель отношения госдолга к ВВП Португалии сократился в 2017 г. на 4,5 процентного пункта — до 124,7 % ВВП).

## Сельское хозяйство
В сельском хозяйстве преобладает земледелие. Около 1/2 обрабатываемых земель занято пашней; виноградарство (особенно известно производство портвейна),
плодоводство, оливковые насаждения.
В животноводстве преобладает разведение крупного рогатого скота, овцеводство, свиноводство.
Рыболовство: улов 253,9 тыс. метрич. т (1994), главным образом сардины.
Специфическая отрасль — обработка пробковой коры (ведущее место в мире).

## Промышленность

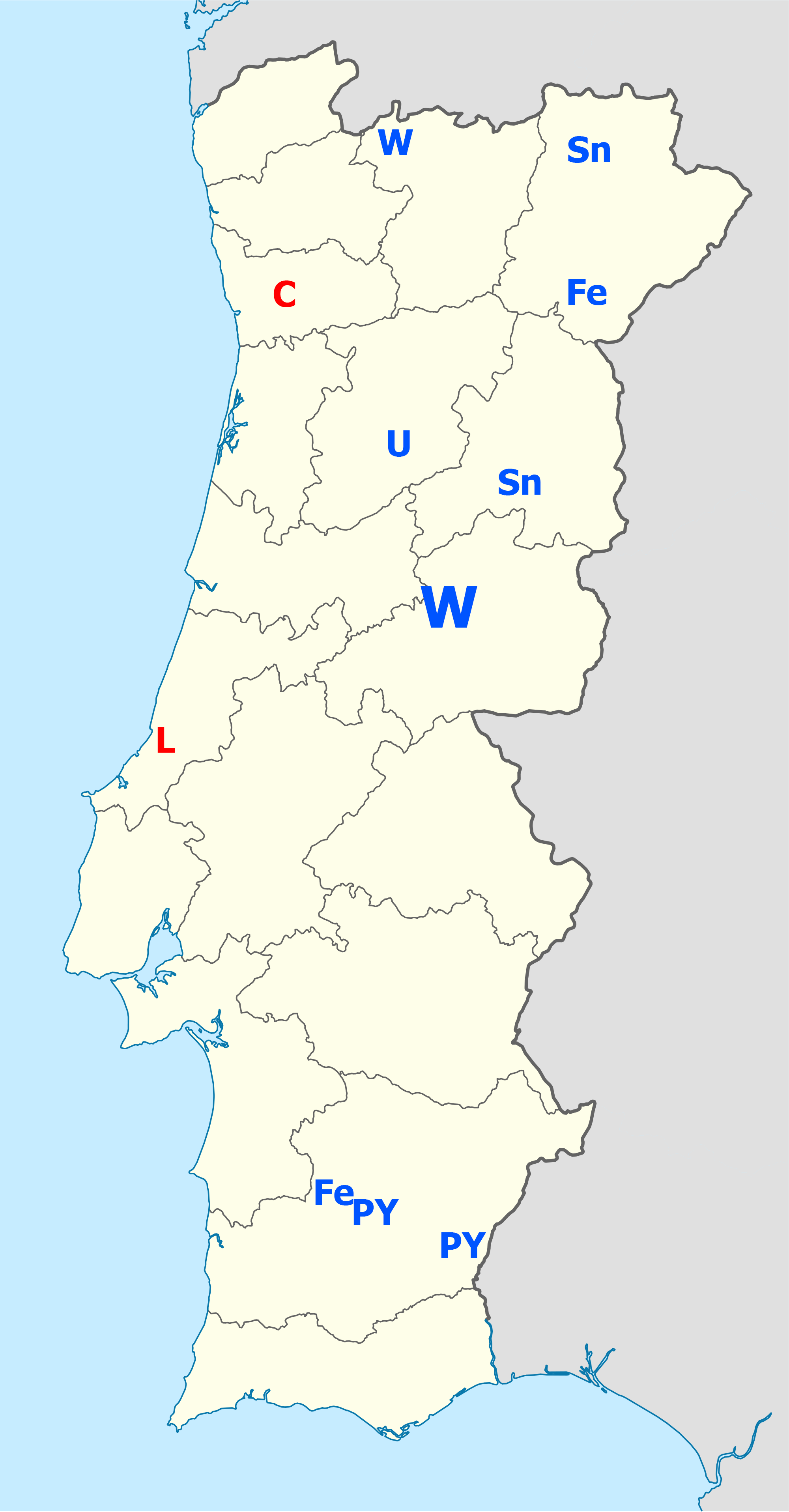
Основные месторождения минеральных ресурсов в Португалии. Fe — железная руда, PY — пирит, Sn — олово, W — вольфрам, U — уран, C — каменный уголь, L — лигнит (бурый уголь).

Горнодобывающая промышленность: добыча пиритов, вольфрама, урана, олова, железной руды, угля.
Чёрная и цветная металлургия;
Машиностроение (судостроение и судоремонт, автосборка, электротехническое);
развиваются:
- химическая, нефтеперерабатывающая и нефтехимическая;
- цементная промышленность;
- стеклянно-керамическая (производство синей облицовочной плитки) промышленность.

### Лёгкая промышленность
Наиболее важные традиционные отрасли лёгкой промышленности — текстильная (хлопчатобумажная и шерстяная), швейная.

### Пищевая промышленность
Виноделие, производство оливкового масла, рыбных консервов.

## Энергетика
По состоянию и оценкам  (на конец 2015 года)  в стране отсутствуют доказанные (достоверные) запасы энергоносителей. Энергетическая зависимость Португалии за 1990-2020 годы иллюстрируется следующей диаграммой

EES EAEC. Энергетическая зависимость Португалии, 1990-2020, проценты

В  2019 году в соответствии с данными EES EAEC  и UNdata производство  органического топлива -  22881 тыс. тут. Общая поставка - 45360  тыс. тут. На преобразование  на электростанциях и отопительных установках  израсходовано  8219  тыс. тут или  18,1 % от общей поставки. Установленная мощность – нетто электростанций - 21575 МВт, в том числе: тепловые электростанции, сжигающие органическое топливо (ТЭС) - 37,8  % ,  возобновляемые источники энергии (ВИЭ) - 62,2 %. Производство электроэнергии-брутто -  53154 млн. кВт∙ч , в том числе:  ТЭС - 52,1 %  , ВИЭ - 47,9 % . Конечное  потребление  электроэнергии  - 47880  млн. кВт∙ч, из которого: промышленность -  34,9 %,  транспорт - 1,0 %, бытовые потребители -  27,6 %, коммерческий сектор и предприятия общего пользования -  34,3 %, сельское, лесное хозяйство и рыболовство - 2,1 %. Показатели энергетической эффективности за 2019 год: душевое потребление валового внутреннего продукта по паритету покупательной способности (в номинальных ценах) - 36466 долларов, душевое (валовое) потребление электроэнергии - 4655 кВт∙ч, душевое потребление электроэнергии населением - 1286 кВт∙ч. Число часов использования установленной мощности-нетто электростанций - 2419 часов

## Туризм
Иностранный туризм (ок. 10 млн человек в год).
Благодаря туризму и росту турпотока (в том числе), ключевой отрасли страны — в 2017 году рост ВВП Португалии достиг 2,8 % — максимума за 17 лет.

## Транспорт
- Длина автодорог — 70,1 тыс. км.
- Протяжённость железных дорог в стране — 3,6 тыс. км.
- Тоннаж морского торгового флота — 1,1 млн тонн дедвейта.

## Внешняя торговля
Экспорт: текстильные и швейные изделия, продовольственные товары, пробка, суда, электрооборудование, химическая продукция.
Основные внешнеторговые партнеры — страны Европейского сообщества.

## Доходы населения
Индекс Кейтца (соотношение между минимальной и средней заработной платы в стране) в Португалии по состоянию на четвёртый квартал 2019 года (средняя 1418 евро, минимальная — 700 евро) составляет 49,4 %. С 1 января 2020 года минимальный размер оплаты труда в Португалии составляет 740.83 евро. С 1 января 2021 года минимальный размер оплаты труда в Португалии составляет 775.83 евро. С 1 января 2020 года минимальный размер оплаты труда в Португалии составляет 740,83 евро в месяц. С 1 января 2024 года минимальный размер оплаты труда в Португалии составляет 956,7 евро (брутто) и 819,93 евро (нетто) в месяц, а в 14 платежей 820 евро (брутто) и 702,80 евро (нетто).

## Инвестиции
С 2013 года действует государственная программа «Золотая виза Португалии», которая предоставляет возможность иностранным гражданам оформить вид на жительство в Португалии через покупку недвижимости и вложения в экономику. Таким образом правительство стремится привлечь в страну новые инвестиции.
Лимит инвестиций необходимых для приобретения ВНЖ Португалии:
- 500,000 евро в приобретение паев в инвестиционных и венчурных фондах.
- 500,000 евро в научно-исследовательскую деятельность местных компаний.
- 500,000 евро в создание местной компании или увеличение уставного фонда существующей, с предоставлением не менее 5 рабочих мест.
- 500,000 евро в жилую недвижимость во внутренних областях Португалии и на Мадейре.
- 400,000 евро в жилую недвижимость на территориях с низкой плотностью населения во внутренних областях Португалии и на Азорских островах.

- 350,000 евро в жилую недвижимость расположенную в зонах городской реабилитации, либо в недвижимость старше 30 лет, во внутренних областях Португалии и на Мадейре.
- 280,000 евро в недвижимость расположенную в зонах городской реабилитации, либо в недвижимость старше 30 лет, если эта недвижимость расположена на территориях с низкой плотностью населения во внутренних областях Португалии и на Азорских островах[35].